# 개방 소프트웨어 재단
개방 소프트웨어 재단(Open Software Foundation, OSF)은 유닉스 운영 체제의 일부로 오픈 표준을 만들 목적으로 1984년의 미국 National Cooperative Research and Production Act 하에 1988년에 설립된 비영리 단체이다.
이 단체는 디지털 이큅먼트 코퍼레이션(DEC)의 Armando Stettner가 일부 유닉스 시스템 업체들(이른바 해밀튼 그룹)을 위한 DEC 주최의 초대를 위한 만남을 가질 목적으로 처음 선언하였다. 이는 대개 AT&T와 썬 마이크로시스템즈가 일으킨 병합 유닉스 시스템(merged UNIX system)의 위협 때문에 이에 대한 반응으로 설립되었다.

## 같이 보기
- 오픈 그룹